# Halbklus

Halbklus bei Röschenz

Eine Halbklus (vom lateinischen clusa = umschlossener Raum, siehe Klause (Engpass)) ist eine in der Schweiz verwendete Bezeichnung für ein Quertal im Jura, das im Gegensatz zur Klus kein Durchbruchstal ist. Die steil abfallenden felsigen Talseiten bilden oft eine Schlucht, das Gefälle am Talgrund ist mässig. Wie bei Klusen sind in Halbklusen oft ideale Aufschlussverhältnisse zu finden, die Informationen über die Geologie preisgeben.

## Entstehung
Halbklusen liegen an der Seite von Antiklinalen. Sie bilden sich in geologischen Störungen des Bergrückens, durch die weichere Gesteinsschichten – meist tonartiges Material – abtransportiert werden, sodass ein Ausräumungskessel entsteht. Es wurde nachgewiesen, dass die Erosion alleine durch Wasser für die Entstehung einer Halbklus nicht genügt.

## Beispiele
- Halbklus Balmberg bei Balm bei Günsberg ⊙
- Nordseite des Chasserons ⊙
- Röschenz ⊙
- südlich von Châtillon im Kanton Jura ⊙

- Karte mit allen Koordinaten:
- OSM |
- WikiMap